# 대추차

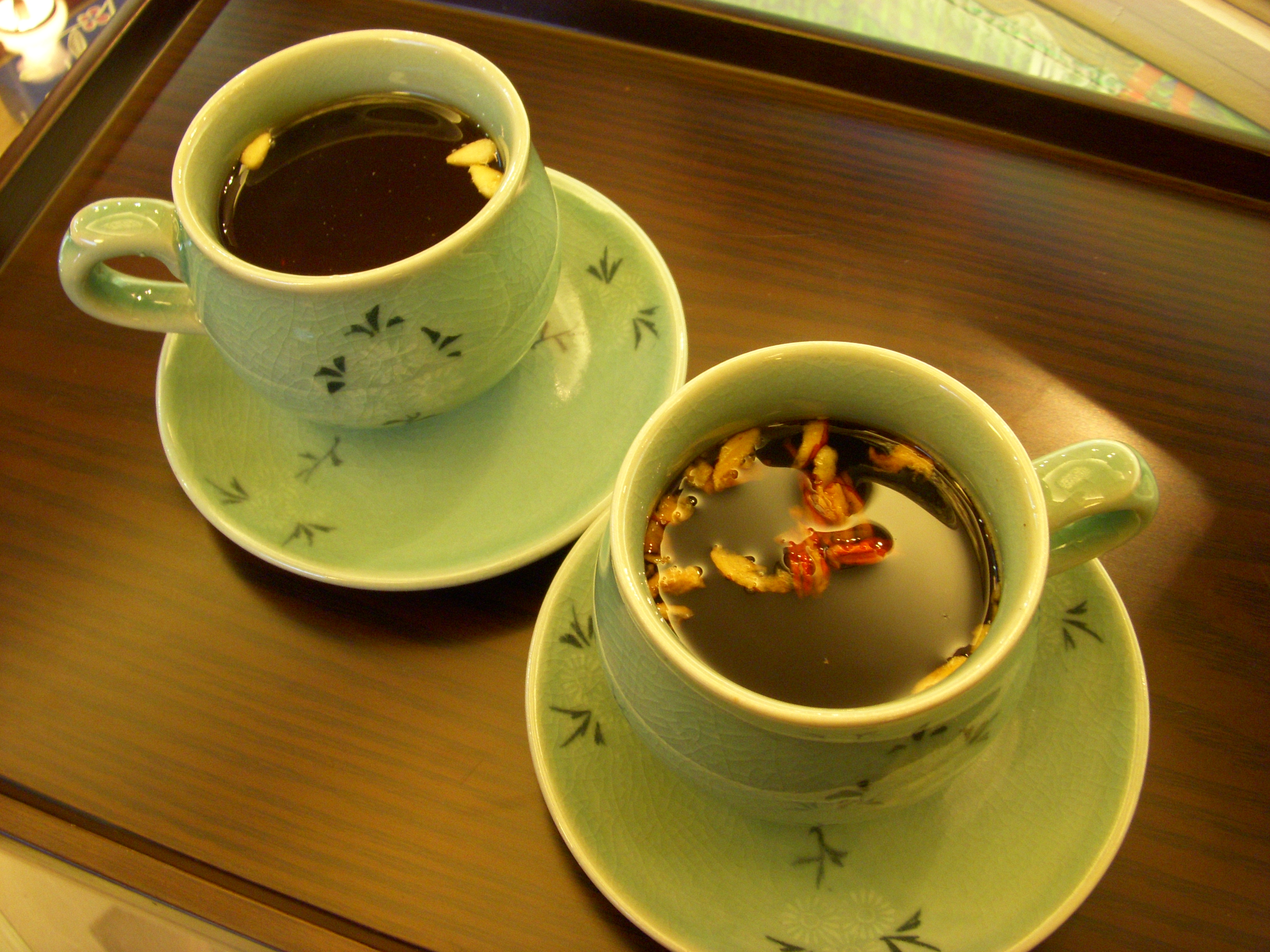
오른쪽이 한국의 대추차이다.

대추차(大棗茶)는 대추를 달여서 만드는 한국의 전통차이다. 대추차는 신경쇠약 · 빈혈 · 식욕부진 ·무기력, 그 밖에 피부를 윤택하게 하는 데 효과가 있다.